# Ignimbrite
L'ignimbrite  è una roccia piroclastica compatta, solitamente a chimismo da riolitico a dacitico, generata da un flusso piroclastico. A volte particolari condizioni geologiche possono produrre flussi piroclastici trachitici, fonolitici e andesitici, cioè di magmi poco compatibili con questo tipo di prodotti.

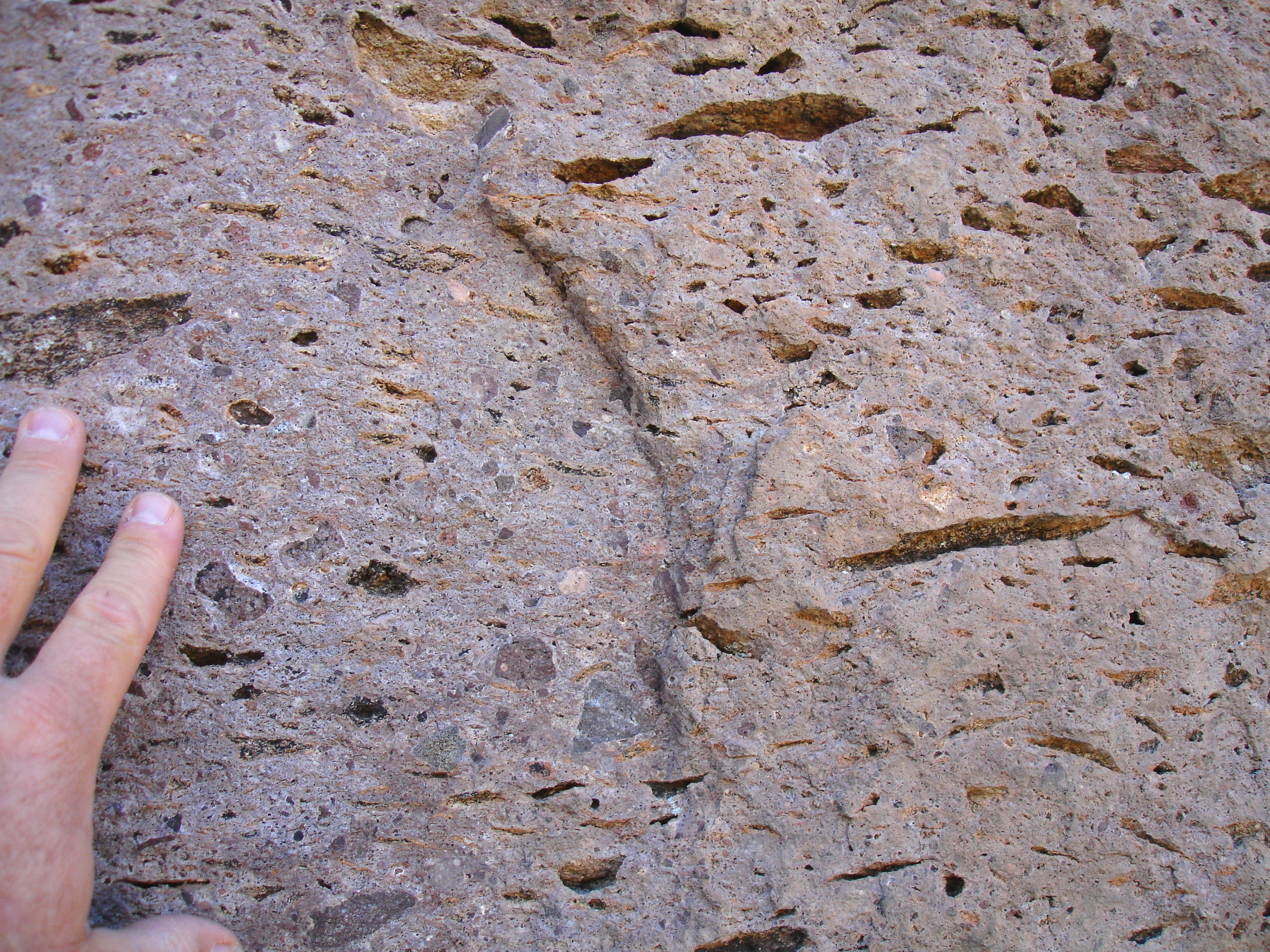
Tufo rinsaldato. I buchi ellittici derivano da frammenti di pomice fortemente appiattiti (fiamme) asportati a causa dell'azione degli agenti atmosferici

L'ignimbrite è formata principalmente da frammenti di piccole dimensioni, con una percentuale medio-alta di vetro vulcanico (minuti frammenti e pomici), insieme a cristalli di origine endogena - principalmente feldspati e biotite - , a volte corrosi o spezzati dal movimento, e frammenti litici. Questi ultimi sono frammenti derivati dalla disgregazione di precedenti colate laviche solidificate, frammenti di rocce varie inglobati nella camera magmatica o staccati dalle pareti del condotto durante la risalita del magma. Se la quantità di lapilli (ed eventualmente di blocchi) di pomice nella matrice di ceneri supera il 50% del volume totale del flusso, invece di flusso piroclastico si parla di flusso pomiceo.
Il colore spazia dal grigio scuro al grigio azzurrognolo. L'esposizione agli agenti atmosferici qualche volta può alterarne la colorazione verso un rosa pallido, probabilmente a causa dell'ossidazione del ferro in esse contenuto.
Il grande spessore dell'accumulo di piroclasti, il fatto che si depositino tutti insieme pressoché istantaneamente e che i frammenti di vetro e pomici siano ancora allo stato plastico fa sì che spesso i materiali, sotto il loro stesso peso, si deformino e si saldino insieme a formare un deposito compatto detto tufo rinsaldato, altro nome con cui vengono chiamate le ignimbriti, anche se non tutte le ignimbriti presentano questa caratteristica. Tipiche dei tufi rinsaldati sono la tessitura pilotassitica e le fiamme: forme appiattite, ellittiche e sfrangiate che assumono i frammenti di pomice.

## Etimologia
Il termine ignimbrite significa pioggia di fuoco, (dal latino, ignis (fuoco) e imber (pioggia).

## Genesi e dimensioni
L'ignimbrite è un tipico prodotto delle eruzioni esplosive. Sebbene siano stati osservati diversi meccanismi, quello principale che dà origine al flusso piroclastico, e quindi all'ignimbrite, è il collasso gravitativo di una colonna verticale di ceneri e lapilli, nota anche con il nome di nube ardente, sostenuta dalla violenta emissione di gas vulcanici.
 
I flussi piroclastici più piccoli, in genere meno di 1 km3, si sviluppano da stratovulcani, principalmente nelle zone di subduzione. I più grandi, tutti preistorici, sono all'interno di continenti e si presume si siano generati dal collasso di camini eruttivi a causa dell'enorme quantità di magma scaricato; qui non vi sono coni eruttivi preesistenti e le dimensioni di una singola ignimbrite può variare dalle centinaia alle migliaia di km3, con spessori di decine a centinaia di m e spostamenti di anche più di 100 km in assenza o quasi di pendenze.

## Struttura di un deposito ignimbritico
Un deposito ignimbritico tipico ha una struttura stratificata che si produce in un singolo episodio eruttivo. In esso si possono evidenziare tre livelli. Partendo dal basso abbiamo:

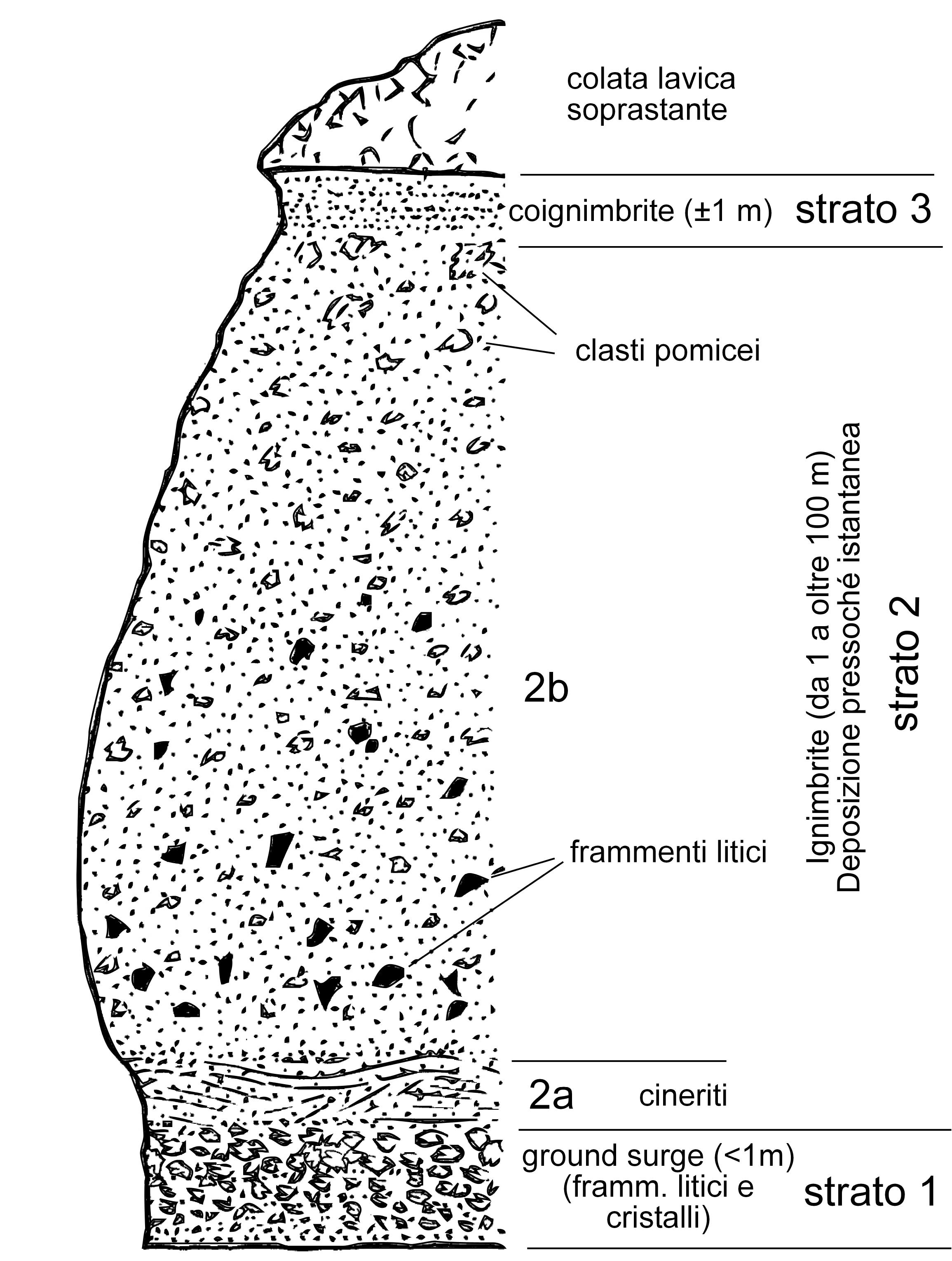
Una comune sequenza di materiali piroclastici che si può formare in un singolo episodio eruttivo

- Un sottile strato basale (strato 1), in genere inferiore al metro, formato prevalentemente da cristalli e frammenti litici, senza cenere. La mancanza dei materiali più fini e leggeri si spiega con il moto turbolento, alla base del flusso piroclastico, dei gas che si espandono, secchi e bollenti, dal luogo di origine del flusso (ground surge) o lungo il suo percorso , alimentati anche dall'inglobamento di aria e/o dei gas di combustione della vegetazione. Questi sollevano il materiale più fine che va ad arricchire lo strato superiore;
- Lo strato principale (strato 2), ulteriormente distinguibile in un orizzonte cineritico inferiore, più fine, dello spessore da pochi cm a 1 m (2a), e uno superiore (2b), che contiene il 90% o più del volume del deposito, con struttura caotica e materiali non stratificati né classati granulometricamente. Qui si possono trovare insieme ceneri fini e blocchi anche metrici. Spesso in questo strato si depositano, a causa della differente densità,  prevalentemente pomici nella parte superiore (la quantità e le dimensioni aumentano verso l'alto)  e frammenti litici grossolani nell'inferiore. Il passaggio tra i due materiali può essere graduale o molto rapido. Lo strato 2b può avere lo spessore di molti metri o mancare del tutto in caso di flussi piroclastici modesti e poco sostenuti dai gas;
- Un sottile strato superiore di ceneri fini e ben stratificate (strato 3), prodotto dalla caduta gravitativa (pyroclastic fall)  dei piroclasti più fini, spinti dai gas all'esterno del flusso piroclastico e rimasti in sospensione nell'aria mentre il flusso scorreva al suolo e si sedimentava. Questa sospensione di ceneri diluite forma una nube scura sopra la colata che può raggiungere uno spessore anche superiore al km e prende il nome di nube ardente discendente, mentre il deposito generato da essa prende il nome di co-ignimbrite. Spesso le ceneri mostrano strutture sedimentarie, come dune e laminazioni[1][2].

Vicino alla bocca eruttiva, la lava fortemente degassata può estrudersi al di sopra del deposito piroclastico.

## Trasporto, deposizione e fenomeni secondari
I flussi di cenere che originano le ignimbriti sono dotati di elevata mobilità: flussi spessi decine di metri a distanza di decine di km dalla sorgente sono in grado di sormontare colline alte più di 100 m. La causa di questa elevata mobilità non è stata ancora del tutto compresa. Uno dei fattori mobilizzanti è l'energia cinetica impartita all'origine del flusso: quando una colonna piroclastica collassa, l'energia potenziale della stessa viene trasformata in energia cinetica che guida orizzontalmente il flusso. Più alta e densa è la colonna che collassa, maggiore energia viene impartita al flusso piroclastico, che si estenderà più lontano dal punto di origine. Un'altra causa di mobilità è il fatto che i piroclasti del flusso sono dispersi in una fase gassosa che agisce come un cuscinetto tra le particelle solide, riducendo attrito e collisioni che altrimenti ne impedirebbero lo scorrimento. Un terzo possibile fenomeno è la fluidizzazione: un gas che fluisce verso l'alto passando attraverso una massa di particelle non coese le solleva, ad una velocità critica, in modo che la massa si comporta come un fluido senza attrito, il cui angolo di riposo è 0° e la cui densità complessiva è minore di quella delle singole particelle. Tuttavia il meccanismo è meno efficace nel caso di materiali poco selezionati granulometricamente come quelli delle ignimbriti, perché le particelle più fini tendono a chiudere gli spazi tra quelle più grossolane, riducendo la permeabilità ai gas. Comunque solo le particelle più fini possono essere sollevate e il fenomeno è noto con il nome di elutriazione. Sono queste particelle, costituenti la nube al di sopra del flusso piroclastico, che per caduta danno origine allo strato di coignimbrite (strato 3 nella figura), sempre presente nei depositi ignimbritici. I flussi piroclastici più piccoli possono perdere fino al 50% della loro massa per l'elutriazione delle particelle più fini, mentre nei flussi maggiori questa massa si riduce notevolmente. Il fenomeno della fluidificazione è responsabile anche della presenza di un debole assortimento nelle dimensioni e tipologie dei piroclasti.

La deposizione del materiale piroclastico dello strato 2 avviene solidalmente e pressoché istantaneamente per riduzione al di sotto di un livello critico dell'energia cinetica e della capacità portante dei gas, mentre la caduta di ceneri delle coignimbriti può durare molto a lungo. Le eruzioni che generano flussi piroclastici si susseguono ad intervalli di centinaia di anni, sicché le sequenze ignimbritiche sono spesso costituite da più flussi deposizionali sovrapposti, a volte separati da depositi di caduta gravitativa (pyroclastic fall) o di onda basale (pyroclastic surge). 

Durante la fase di raffreddamento della massa ignimbritica avvengono dei processi secondari, i principali dei quali sono i seguenti:
- La già ricordata compattazione e saldatura delle particelle di vetro e delle pomici per effetto del peso;
- la cristallizzazione di minerali secondari dalla fase di vapore intrappolata nel sedimento;
- la devetrificazione di ceneri e pomici, con conseguente formazione di microliti[3] quarzo-feldspatici e sferuliti, che interessa principalmente la porzione medio-superiore della colata. In affioramento la zona devetrificata si riconosce per i colori vivaci che assume (rosso, rosa, bruno o porpora) e l'aspetto di roccia compatta, mentre la zona non devetrificata è grigio-nerastra e conserva le strutture originarie.

## Distribuzione
In Italia:

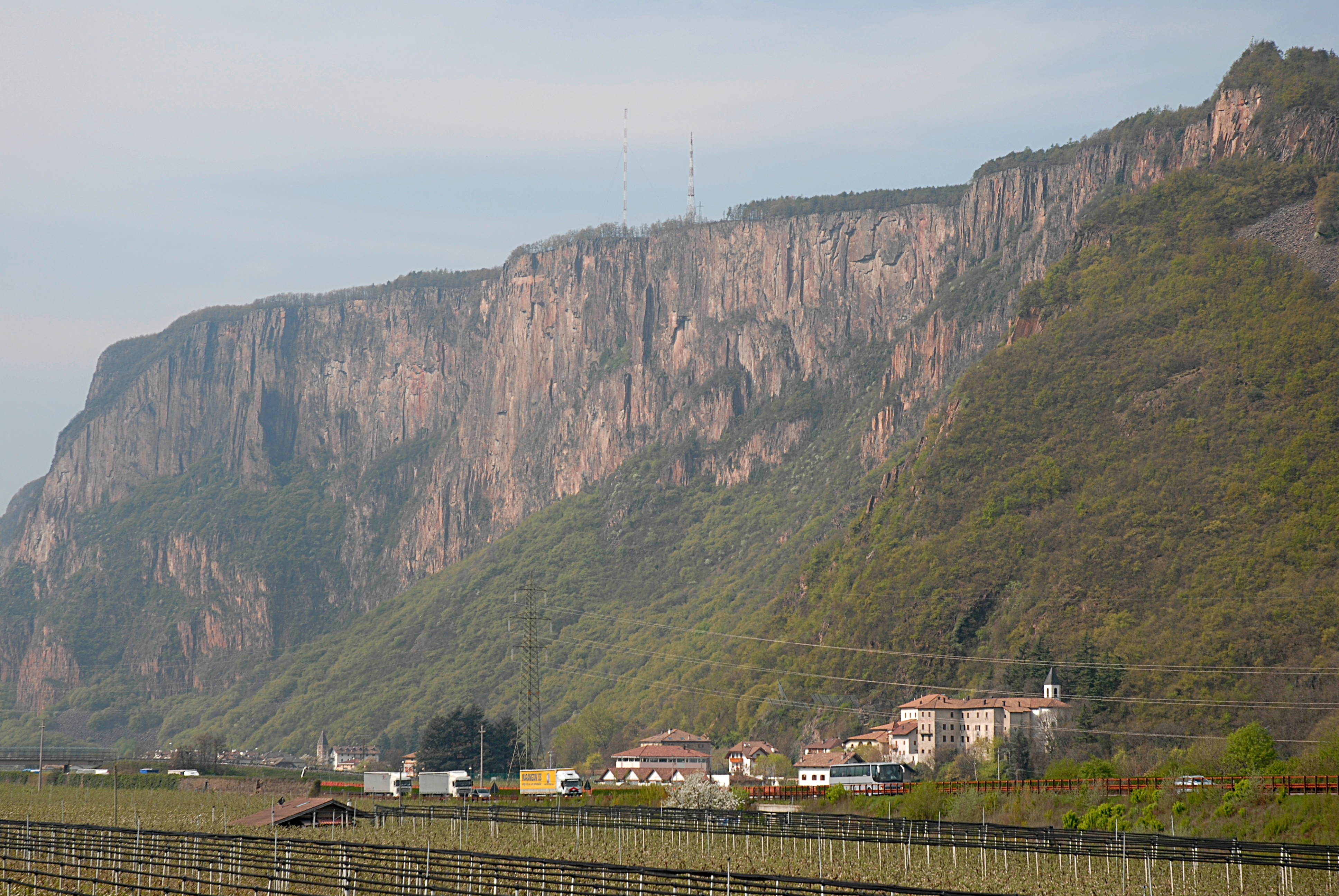
Ignimbriti della Piattaforma Porfirica Atesina, formazione di Ora, Vadena, Trentino-Alto Adige

- Ignimbriti della Piattaforma Porfirica Atesina, formazione di Ora, Vadena, Trentino-Alto AdigeLa più grossa estensione di ignimbriti in Italia è rappresentata dal complesso effusivo permiano noto come Piattaforma Porfirica Atesina, una potente sequenza di ignimbriti con minori lave e tufi a chimismo da acido a intermedio, in gran parte a tessitura porfirica, che si estende in Trentino-Alto Adige su una superficie di oltre 750 km2 con spessore variabile dai 400 agli oltre 1000 m[4]. 
Seconda per estensione è l'Ignimbrite Campana, eruttata 39.000 anni fa da una fessura vicino al margine tirrenico dei Campi Flegrei: si estende sull'intera provincia di Napoli e su parte di quelle di Caserta, Avellino e Salerno. Altra cospicua ignimbrite si trova nel territorio di Biancavilla (Sicilia): è la Ignimbrite di Biancavilla-Montalto. Nella zona di San Vincenzo (Livorno) si hanno interessanti formazioni di ignimbrite a cordierite.

Nel mondo:
- È diffusa nella parte sud della Hunter Valley una regione situata nel Nuovo Galles del Sud, uno stato dell'Australia. 
 Nelle località di Martins Creek, Brandy Hill, Seaham (Boral) è presente un'attività estrattiva di questo materiale. 
 La si può inoltre trovare in Nuova Zelanda nella regione di Coromandel, dove dirupi di ignimbrite arancio-marrone sono la principale caratteristica del paesaggio.
- Negli Stati Uniti si possono trovare enormi depositi di ignimbrite spessi centinaia di metri negli stati del Nevada, dello Utah e del Colorado. Sono il risultato di enormi esplosioni avvenute da 40 a 25 milioni di anni fa, dovute a una estesa intrusione di magma nelle Montagne Rocciose. Altre eruzioni di ignimbrite si sono verificate in Nevada 14 milioni di anni fa. Questo tipo di eruzioni, spesso sono di enorme portata ed emettono nell'atmosfera centinaia di chilometri cubi di materiale piroclastico.

## Utilizzo
Con l'ignimbrite si realizzano lastre di pietra utilizzabili per giardini e lastricati. Nella regione Hunter del Nuovo Galles del Sud l'ignimbrite viene utilizzata come eccellente aggregato per la costruzione di strade.